# 范鸿仙墓
32°03′23.50″N 118°52′38.65″E / 32.0565278°N 118.8774028°E
范鸿仙墓位于中国江苏省南京市玄武区紫金山东麓、中山陵园东蚂蚁腰（原为五棵松陵园附葬区），为辛亥革命时期的民主革命家范光启（字鸿仙）的墓葬。范光启于1914年受孙中山之命至上海筹划反袁世凯的军事行动，9月在嵩山路寓所遇害。1929年9月国民党中央委员会决定将其附葬于中山陵园，灵柩迎至南京并于1936年2月举行国葬。
该墓原规模较大，为多角形，墓前原建有牌坊、墓道、祭堂和碑亭等，抗日战争和文化大革命时遭到较彻底的毁坏，仅存昔日建墓所用的石料及牌坊旧础等极少量的遗迹。1973年5月修复，建牌坊与石亭，将其夫人李真如的遗骸从汤山迁来合葬，墓碑改题为“范鸿仙李真如合葬墓”。1992年列为南京市文物保护单位，2002年升格为江苏省文物保护单位。2011年底至次年6月再次修缮，原墓道、墓碑及四周围栏均已被改造。现墓冢为圆形，坐落于长方形台基之上，前方的墓碑上原刻“范鸿仙先生之墓”，现改为于右任所书“陆军上将范公鸿仙之墓”。